# 任天堂Switch
任天堂Switch（简称NS或Switch）是日本任天堂公司出品的電子遊戲機，於2017年3月3日在日本、北美、歐洲和香港發售，同年12月1日在南韓和台湾发售，2019年12月10日在中国大陆发售。擁有可拆卸控制器和可分離式主機，遊戲載體使用了專用卡匣。主机處理器使用基於NVIDIA Tegra X1的定制系统芯片，這也是任天堂首次採用NVIDIA的芯片，同時也是任天堂首次採用ARM架構芯片。開發期中的主機於2015年3月17日以「NX」代號首次公佈，在2016年10月20日首次於網路影片上公開正式名稱任天堂Switch和其造型。

## 沿革
- 2015年
  - 3月17日 - 在和DeNA的提携发表席上，任天堂时任社長岩田聪公布了正在开发代号为“NX”的项目。詳細内容将在2016年发表[11]。
  - 7月30日 - 在史克威尔艾尼克斯举办「勇者斗恶龙新作发表会」的最後，正式发表了《勇者鬥惡龍XI 追尋逝去的時光》和《勇者斗恶龙X Online》两作NX版的消息[12]。
- 2016年
  - 4月27日 - Twitter上发表了NX预定发行时间为2017年3月[13]。
  - 10月20日 - 任天堂和任天堂美国官方网站全球首展，发表了正式名称「Nintendo Switch」和製品詳細情报[14]。
  - 10月27日 - 任天堂宣佈將會于2017年1月13日在日本东京舉行任天堂Switch發表會，并在14、15日在东京举办任天堂Switch的试玩会[15]。
  - 11月29日 - 任天堂Switch的商标在香港的知识产权署的网站上出现[16]。
- 2017年
  - 1月13日 - 任天堂宣布任天堂Switch將會在2017年3月3日在日本、北美、香港和歐洲部份国家及地區發售[8]。
  - 2月1日 - 任天堂公布了为第五十一届超级碗期间制作的任天堂Switch的广告，这是任天堂首次为家用主机制作超级碗广告（2016年曾为寶可夢制作过）[17]。并使用了同日发行的謎幻樂團新单曲《信徒》。
  - 2月8日 - 任天堂公布由日本演员大泉洋主演的广告[18]。
  - 2月14日 - 任天堂在中文官方YouTube頻道推出英文語音、中文字幕版本的「Nintendo Switch 發佈會 2017」影片[19]。
  - 4月14日 - 任天堂在中華民國經濟部智慧財產局申請註冊任天堂Switch的商標權[20]。
  - 10月19日 - 任天堂提供了系统4.0.0的升级，允许玩家录制游戏内视频；并为系统增加了“简体中文/英文”和“繁体中文/英文”的语言选项（选择该选项可使部分支持的游戏显示为简体/繁体中文，但系统语言为英文）[21]。
  - 12月12日 - 日本任天堂在官网发布新闻通稿宣布，截止12月10日任天堂Switch主机已在全球售出超过1000万台[22]。
- 2018年
  - 1月5日 - 任天堂美国的官方推特宣布，任天堂Switch以480万台的销量已经成为美国史上上市前十个月销量最高的家用机[23]。
  - 1月18日 - 任天堂Switch官方网站宣布，将于4月20日推出名为“任天堂LABO”的手工DIY纸模套件（包含纸模与游戏软件）[24]。
  - 4月18日 - 腾讯在广东省文化和旅游厅申请的《新 超级马力欧兄弟U 豪华版》过审，预示腾讯获得了中国大陆行货版任天堂Switch的代理销售权[25]。同日华尔街日报对任天堂进行的采访中确认了这一消息[26]。
  - 4月26日 - 任天堂和腾讯分别正式公开了任天堂Switch由腾讯代理进入中国的消息[27][28]。
  - 7月10日 - 任天堂官方宣布任天堂Switch新机型「任天堂Switch Lite」将于2019年9月20日发售，该机型仅支持掌机模式，但续航能力将会强于任天堂Switch[29]。
  - 7月17日 - 任天堂宣布将在8月起開始发售新版本的任天堂Switch，新机型雖然在外观上与體驗上初版机器并无二致，但得益于新架构的处理器和内部设计，使得新机型的续航时间从初版的2.5小时至6.5时提升到4.5小时至9小时[30]。
  - 8月2日 - 腾讯与任天堂主题为“奇乐同享，‘任’式好游戏”的媒体正式会，在上海浦东香格里拉大酒店举办[31]。
  - 12月4日 - 發表會上宣布Switch已準備好在中國大陸銷售，以及預定本地化遊戲的一些進度。將直接在中國大陸推出新版主機，預售一週、12月10日發貨[9]。並公開本體正式售價人民幣2,099元、首發遊戲陣容售價為299元。在網絡連接方面，會使用騰訊專屬服務器供國內玩家聯機[32]。
  - 12月29日 - 任天堂Switch與任天堂Switch Lite截至2019年底，於日本合計銷售超過1138萬台[33]。
- 2020年
  - 12月27日 - 任天堂Switch與任天堂Switch Lite截至2020年底，於日本合計銷售超過1734萬台[34]。
- 2021年
  - 7月6日 - 任天堂官方宣布新機型「Nintendo Switch（OLED款式）」将于2021年10月8日发售，該機型搭載7英寸OLED螢幕（解析度維持720p），新設計的轉軸式支架，內建儲存空間由原版（含Nintendo Switch Lite）的32GB增至64GB，並配備有線網路插孔（取代USB3.0插孔）的新型底座[35]。
- 2024年
  - 5月7日 - 任天堂社长古川俊太郎通过任天堂社交媒体账号宣布将在2024财年（2024年4月-2025年3月）内公布任天堂Switch的后续主機[36]。
  - 11月26日 - 腾讯宣布将于2026年3月31日起逐步关闭中国大陆国行版任天堂Switch的网络功能、e商店及相关在线服务。同时为用户提供已上市的13款游戏中任选4款游戏的免费兑换作为补偿措施[37][38]。
- 2025年
  - 1月16日 - 任天堂正式公布了任天堂Switch后续机种的預告片：任天堂Switch 2。[39]

## 硬件

### 主机和底座

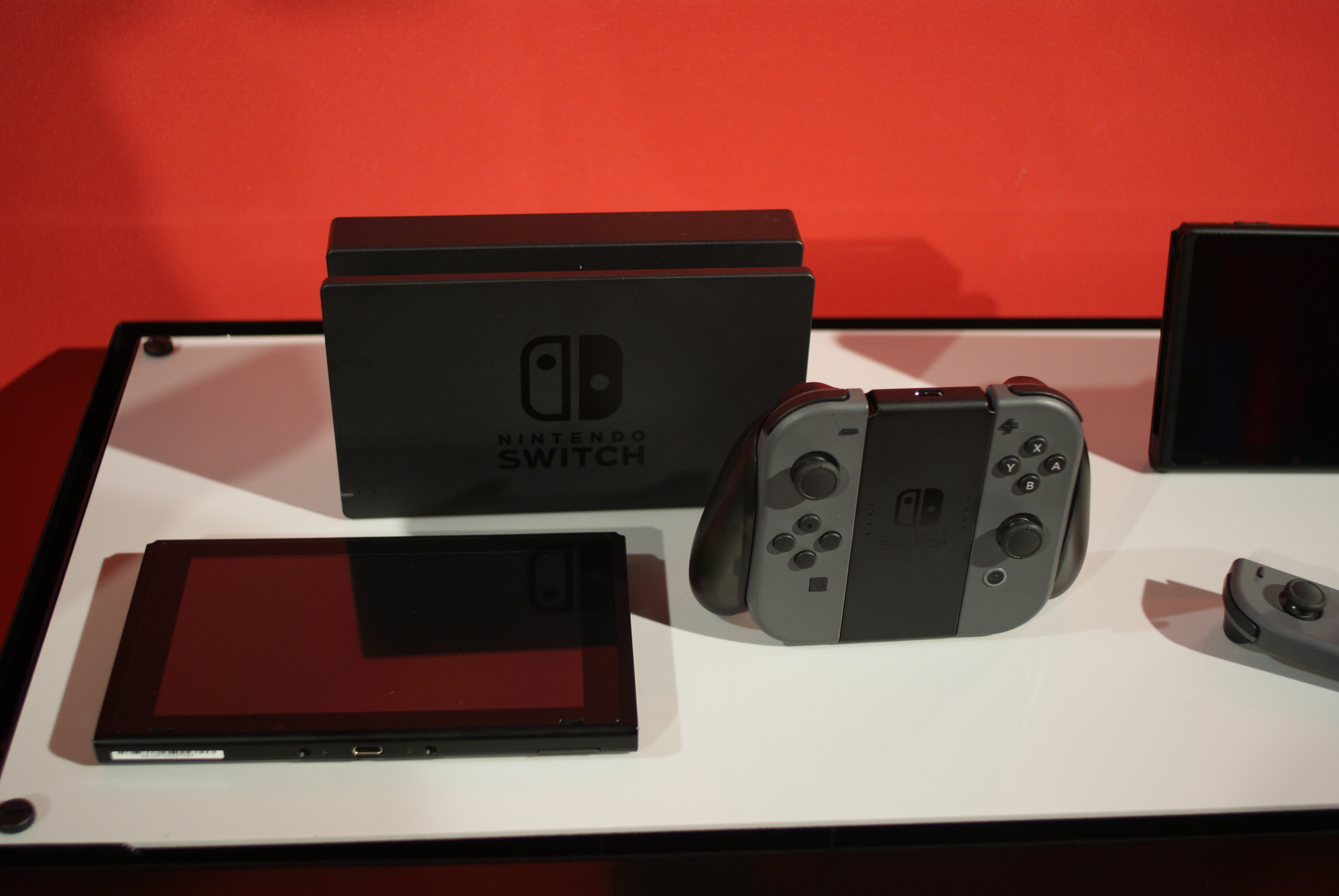
任天堂Switch主機底座（上）
任天堂Switch主機本體（左）
手柄式Joy-Con控制器（右）

任天堂Switch混合了家用主機和便攜式遊戲機的概念，主體為一個類似平板電腦的設備，採用了JDI生產的6.2英吋的多觸點顯示屏，分辨率為1280x720像素；像素密度為236.87ppi。內置32GB儲存空間，並支持Micro SD（SDHC、SDXC）儲存卡作為擴充。採用了USB Type-C型接口作為充電接口，可直接插上充電器充電，也可以放入底座內充電；此外該接口也負責主機與底座之間的畫面、聲音的數據傳輸。主機內置了一個主動散熱風扇和導熱管，目的是使處理器不會因為過熱降低性能，其出風口在主機上方。
任天堂Switch的底座（Switch Dock）可以通过HDMI输出1920x1080像素的画面，还可以为Switch主机充电。底座上还有3个USB接口（2个USB2.0、1个USB3.0），用户可以通过USB接口连接键盘等硬件外设。

### 手柄

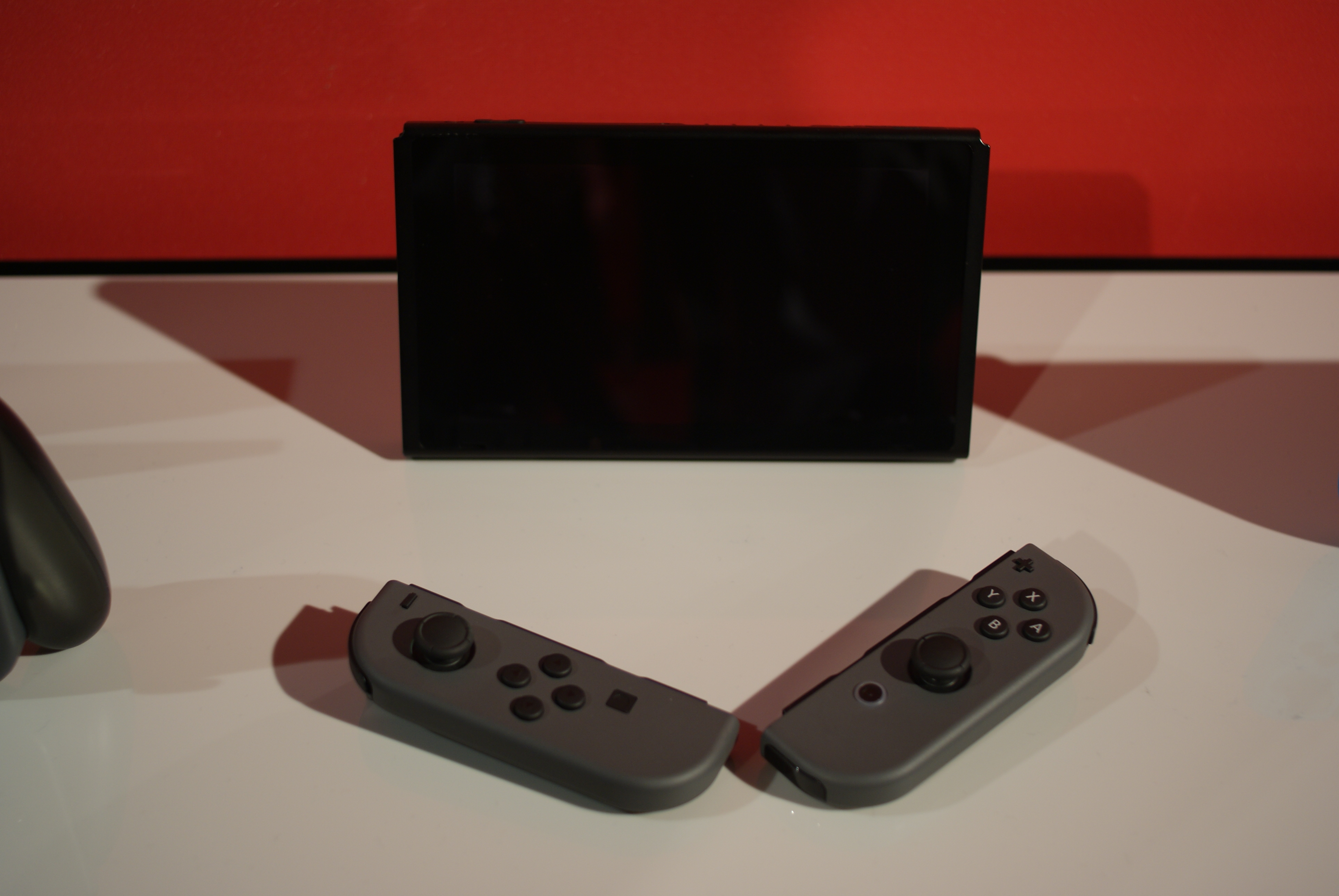
桌上模式的任天堂Switch示意圖
使用主機本體（上）作顯示器
左右分開的Joy-Con控制器（下）遊玩

任天堂Switch的游戏手柄“Joy-Con”是两个采用了可分离式设计的手柄，可插在主机主体两侧以类似Game Boy Advance的形态进行游戏，也可从主体上拆下后独立作为两个控制器进行双人游戏，还可以装到外设“Joy-Con Grip”上合成一个传统样式的手柄控制器。隨主機附贈的“Joy-Con Grip”沒有為Joy-Con手柄充電的功能，而單獨銷售的“Joy-Con Grip”則包含有為手柄充電的功能。左右两个Joy-Con手柄都内置了体感控制功能，并且还配备了被称为“HD振动”的振动反馈装置，可以给予玩家更细腻的反馈。此外，左侧的Joy-Con手柄上包括了一个截屏按键，在发售时只能用于屏幕截图，更新系统4.0.0后新增视频录制功能；右侧的Joy-Con手柄中内置了读取amiibo玩偶的NFC芯片和被称为“IR Camera”的红外线传感器。值得一提的是Joy-Con手柄是任天堂自FC游戏机以来首次取消传统的十字键，改為任天堂Game & Watch最初的分離式方向键。

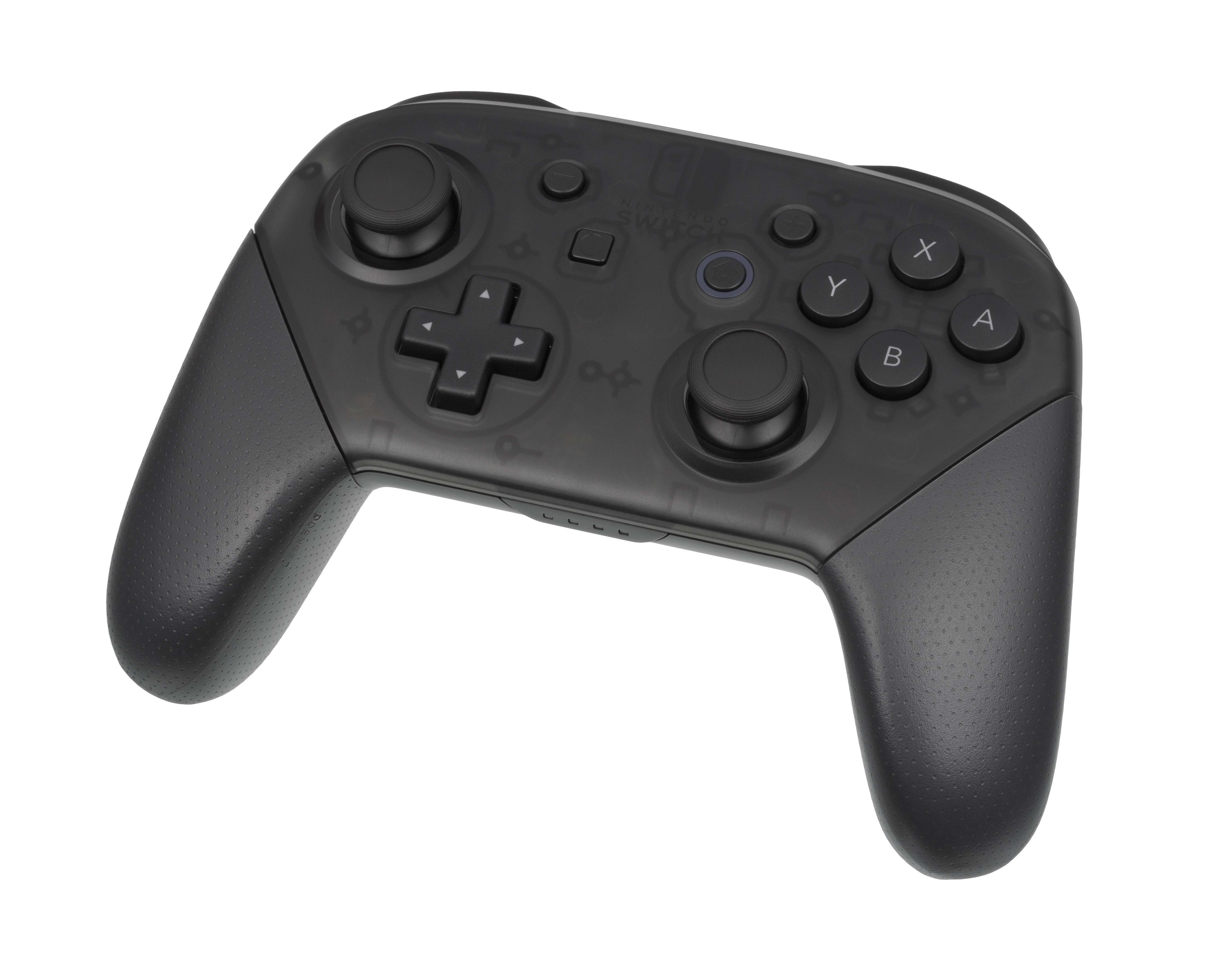
任天堂Switch Pro控制器

除主机附带的Joy-Con外，玩家还可另购“任天堂Switch Pro控制器”。Pro控制器还是继续使用传统的十字键，不过相较于Wii U的手柄，它在键位上也有一定变化，最明显的是右摇杆和ABXY按键位置对调，向Xbox系列手柄的按键布局靠拢。该手柄为任天堂Switch专用，无法在其他任天堂家用游戏机上使用。此外，Pro控制器右摇杆的主板处还刻有隐藏的文字以感谢玩家。
除Joy-con控制器和任天堂Switch Pro控制器外，任天堂亦推出了針對Switch改良的无线连接版紅白機、超級任天堂、任天堂64和世嘉 Mega Drive手柄，以加強任天堂Switch Online訂閱玩家在遊玩FC、SFC、N64和MD遊戲時的體驗（N64與MD需要使用「任天堂Switch Online ＋ 擴充包」）。除了紅白機手柄其餘三款手柄均只允許任天堂Switch Online訂閱玩家購買。

### 硬件規格
任天堂Switch的处理器使用了NVIDIA定制的Tegra X1系统芯片及其内置的GeForce显卡，这是任天堂首次采用NVIDIA的处理器和显卡，也是任天堂首次采用ARM架构处理器。此前任天堂的家用主机从任天堂GameCube到Wii U都采用了基于IBM的PowerPC架构的处理器以及ATI和AMD显卡。根据游戏媒体的评测，任天堂Switch使用的Tegra X1处理器为20纳米制造工艺，有4核心ARM Cortex-A57架构中央处理器以及4颗ARM Cortex-A53架构处理核心；图形处理器采用了基于Maxwell微架构的256核心CUDA，图形处理器会根据主机处于便携状态或插入底座的不同情况进行差异化运算，在便携状态下运算频率为307.2MHz，而插入底座后会提升至768MHz到921MHz。在2019年5月的系统更新中，任天堂为CPU和GPU解锁了更高的运算频率，以加快大型游戏的读取速度和机器在便携状态下的游戏表现。主机内存为4GB LPDDR4。
任天堂Switch主机的内置存储空间为32GB，可使用microSD进行扩充，最高支持microSDXC标准，最大支持2TB容量；主机在初始系统1.0.0时只能支持到microSDHC标准，发售同日提供的系统2.0.0更新使其可支持microSDXC标准。
任天堂Switch的游戏载体采用了任天堂掌上游戏机系列上一直使用的卡匣而非自任天堂GameCube以来家用主机沿用的光盘；值得一提的是，为了防止婴幼儿误吞卡带，任天堂在生产卡匣时加入了无毒的苦味剂苯甲地那铵。任天堂Switch继续支持自家的有近场通信的玩偶Amiibo。任天堂Switch主机本体内置了4310mAh的锂电池，但电池不可更换；而根据游戏的不同，主机续航时间約2.5小时至6小时，例如玩《塞尔达传说 旷野之息》電量最多能持續3小時。

### 騰訊代理版
2019年12月10日，腾讯在中国大陸地区代理发行的任天堂Switch发售。任天堂eShop在中國大陸版稱為“Nintendo e商店”，並且以微信支付作为唯一的支付手段。腾讯称将引进部分任天堂和其他第三方的游戏，協助進行漢化與送審工作，也在计划辅助任天堂在大陸地區设立线下购买渠道和玩家交流中心。在售后方面，国行主机提供一年的保修，並针对国行版周边产品提供对应的三包服务。
2024年11月26日，腾讯宣布将于2026年3月31日起逐步关闭国行版任天堂Switch的网络功能、e商店及相关在线服务。同时为国行用户提供已上市的13款游戏中任选4款游戏的免费兑换作为补偿措施。

### 任天堂Switch Lite

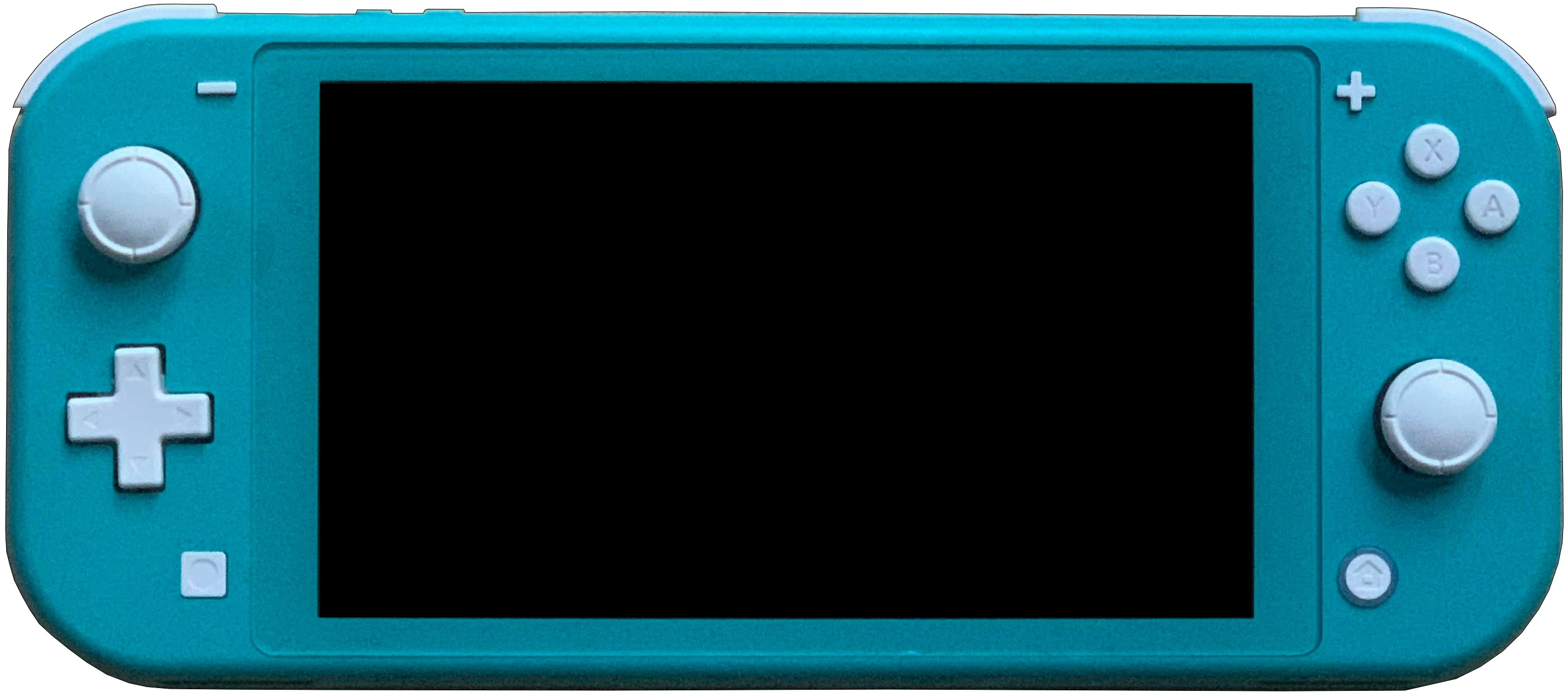
任天堂Switch Lite

2019年7月10日，任天堂发布了一款专注手提模式的任天堂Switch并取名为任天堂Switch Lite。Switch Lite为一体形设计，直接附加Joy-Con在主机上无法取下。并使用了一块更小的5.5英寸（14）屏幕。另外，原来左Joy-Con的分体式十字键也被替换成了连接在一起的十字键。主机大小为3.6乘8.2英寸（9.1乘20.8）且重量为0.61磅（280克）。虽然体积更小了，但Switch Lite拥有了一块更大的电池，电池充满后，可以连续游玩至少3至7小时，而标准版Switch仅能游玩2.5至6.5小时。
因为机身自带的Joy-Con无法取下，Switch Lite也没有Joy-Con的HD震动和红外照相机的机能。因此，Switch Lite仅能游玩支持手提模式的游戏。但Switch Lite保留了Switch的陀螺仪传感器和蓝牙，Wi-Fi和NFC通信功能。一些支持桌上模式的需要使用HD震动和红外照相机机能的游戏，需要连接额外购买的Joy-Con就可以进行游玩，例如《1-2-Switch》。机器不支持将画面输出至电视机或显示器，所以Switch Lite不兼容仅支持TV模式的游戏。如果玩家尝试在eShop中购买必須於TV模式或桌上模式的游戏，系统将会提醒玩家Switch Lite不兼容此游戏。Switch Lite除了兼容普通的Joy-Con外，还支持连接第三方兼容普通Switch的游戏控制器。
任天堂Switch Lite在香港及台湾的建议零售价为1490港元及6180新台币，于2019年9月20日在全球同步发售。
主機首發時提供「黃色」、「灰色」及「藍綠色」三種顏色。於2020年3月21日於台灣和香港推出「珊瑚紅」。2021年5月7日於台灣和香港推出「藍色」。
《寶可夢 劍／盾》兩款游戏限定版本的Switch Lite，机身上印有游戏中登場的傳說的寶可夢「蒼響」和「藏瑪然特」，「任天堂Switch Lite 蒼響／藏瑪然特版」台湾及香港的建议零售价與普通版無異，於2019年11月1日於全球同步发售。

### 續航升級版
2019年7月初，任天堂向美国联邦通信委员会递交了将变更任天堂Switch主机硬件的通知，其中包括了系统芯片（SoC）和内存的修改信息。在稍后的7月17日，任天堂正式公布了新版本的任天堂Switch主机，通过内部设计变更使得新主机的续航时间相较于老版主机增加到了4到9小时。新版主机性能沒有變化，系统芯片英伟达的Tegra X1采用了更先进的16纳米制程工艺，并且主机内存采用了更节电的LPDDR4x，使得新版主机即使沿用了初版主机的4310mAh电池，其续航能力获得了巨大的提升。

### OLED版

任天堂Switch OLED款式本體（上）
OLED款式主機底座（下）

2021年7月6日，任天堂正式公布了新一版的任天堂Switch——OLED款式任天堂Switch。新版主机采用了7英寸的OLED屏幕，是目前屏幕尺寸最大的Switch版本。此外主机本身还更换了效果更好的扬声器，内置储存空间也从32GB升级到64GB，机身后部的支架也更改为尺寸更大的机身支架。而新版主机在其他方面与续航加强版相似，屏幕分辨率依旧为1280x720；主机的电池续航时间也与续航加强版相似为4.5至9小时。而OLED版任天堂Switch的底座也加入了对实体网线插口的支持。新版主机于2021年10月8日在全球发售。此外，OLED屏幕版任天堂Switch的底座可以更新软件，而其他任天堂Switch版本不带有实体网线插口的底座则不支持。

## 软件

### 系统
作業系統基於FreeBSD。在任天堂Switch的系统框架中，任天堂隐藏了一个红白机游戏《高尔夫》，游戏可以通过Joy-con操控。根据媒体和玩家分析，该彩蛋是为了向已故的前任社长岩田聪致敬，他是《高尔夫》唯一一名程序员（系統4.0.0版更新後被刪除）。此外任天堂Switch不支持Wii U和任天堂3DS上的游戏社区交流网络服务“Miiverse”（該服務本身亦於2017年11月7日停止）；而任天堂3DS系列机型上獨有的“擦肩通信”功能也不会出现在任天堂Switch上。

#### 任天堂Switch Online
任天堂Switch采用「任天堂Switch Online」提供网络服务，並於2018年9月19日开始进行收费。只有會員可以透過任天堂Switch Online进行网络联机游戏和语音聊天、和參與加入者限定優惠等活動。與Xbox Live及PlayStation Plus相似。

#### 任天堂eShop
和之前的任天堂遊戲機將數位下載遊戲綁定主機的做法不同，任天堂Switch的任天堂eShop所購買的遊戲是和帳號綁定，與App Store和Google Play相似。玩家可切換自己的任天堂账号所在国家、或于同一台主机上登陆多个不同国家的任天堂账号，来方便地购入只在其他国家发行的游戏，或是选择在价格最低廉的国家购入游戏。这一政策在方便玩家的同时，亦被认为会一定程度上影响当地发行商的利益。
中国大陆版本的Switch由于只支持微信账号登录，故中国大陆版本的Switch无法通过登录其他国家的任天堂账号来购买游戏。

### 游戏
任天堂Switch並不是Wii U和任天堂3DS的系列後續機種，且由於更換了處理器架構（Switch為ARM架構處理器，Wii U為PowerPC架構處理器），因此無法兼容任天堂之前推出的Wii U或任天堂3DS上的游戏，结束了任天堂自Wii以来的家用主机可以兼容上世代主机游戏的历史，也是任天堂首次在便携式游戏机上停止兼容上一世代型号的游戏。
任天堂Switch也是任天堂自紅白機以来首个取消游戏软件锁区的家用主机，也是继任天堂DS后任天堂首個取消锁区的掌上遊戲機（中國大陸發售的卡匣除外）。
第一款确认在任天堂Switch發售游戏是史克威尔艾尼克斯的《勇者鬥惡龍XI 尋覓逝去的時光》，游戏在2015年7月28日正式公布，并称将计划登陆当时还被称作NX的任天堂Switch。而任天堂自主製作第一款确认登陆新主机的游戏是原先預計於Wii U平台独占的《塞尔达传说 旷野之息》。在任天堂Switch正式公布后，育碧宣布旗下的《舞力全开2017》将会登陆任天堂Switch。任天堂Switch的首部宣传片中出现了《上古卷轴V：天际》的画面，贝塞斯达表示很樂於與任天堂展開合作，但當時公司還没有確認哪款作品會登陸任天堂Switch，直到2017年1月13日的發表會才正式確認該遊戲會在2017年秋季發售，这也是贝塞斯达首次在任天堂硬件平台上制作游戏。而世嘉也确定将在2017年发售开发代号为“Project Sonic 2017”的《刺猬索尼克》系列新作（即《索尼克武力》）也会登陆任天堂Switch。2017年5月，卡普空宣布《魔物獵人XX》正式登陸任天堂Switch平台。该作可幾乎完整繼承3DS版的存檔。除了任天堂Switch版玩家可透過現場或網路連線外，不同平台玩家也可以透過網連一同合作狩獵。
中国大陆版本的Switch存在区域限制。雖然騰訊發行的行貨遊戲卡匣以及外服遊戲卡匣都能運作，但運行外服遊戲卡帶時無法下載DLC內容，與外服游戏联机和添加外服好友也受到限制。數位版遊戲也只能透過微信賬號登錄後，在中國大陸版專屬商店中購入遊戲，並不能透過登錄其他國家的任天堂帳號購買遊戲。值得一提的是，騰訊發行的行貨遊戲卡匣只能在中國大陸版Switch主機上使用，並不能在其他國家發行的Switch主機上運作。

## 評價

### 發售前
任天堂Switch在2016年10月20日最初公開時獲得了褒貶不一的評價，任天堂Switch影片也成為北美任天堂YouTube頻道觀看數量最高的影片，雖然在2017年1月13日的發表會只得到普通的評價，都普遍認為任天堂Switch的首發遊戲過少、控制器、配備價格有些昂貴等，但也讚賞任天堂取消長久以來的主機鎖區，更在1月14、15日的試玩會中獲得了相當正面的評價，也因此在首發國家中掀起一股預購熱潮。外媒Engadget評論，「結合多種模式的Switch雖然跟我們過去所熟悉的裝置都不太相同，當中有許多我們過去熟悉的元素，但實際上它就是一個獨特的新產品。」並且表示，任天堂Switch給人留下非常好的第一印象。
2017年2月23日，任天堂Switch向美國媒體開放體驗，在YouTube上，Gamespot、IGN、TechRader等一眾媒體也相繼放出任天堂Switch的開箱影片，高度讚揚系統、操縱等方面的體驗，也讓這些媒體對任天堂Switch擁有高度期待。

### 發售後
IGN給任天堂Switch7.0分的評價（臨時評價6.7分），編輯Vincent Ingenito列出了幾個原因，像是「尺寸太大，電力對於行動設備來說不足」，最大的原因則是「無論擔任哪一個角色都做出了妥協」，意思就是Switch由於需要兼顧家用主機、掌機、行動設備的能力，因此在各方面都沒辦法做到最好。但IGN的評價也讓任天堂粉絲感到不滿。而編輯Vincent也在評分任天堂Switch之後被IGN裁員。
IGN於2018年9月底發布新的評價，Tom Marks讚揚任天堂Switch的便利性，「不可否認任天堂Switch確實比PS4以及Xbox One弱，像是Switch版《毀滅戰士》能明顯看出畫質的妥協，但能隨處玩《毀滅戰士》這種家機大作已是非常驚嘆」，即使缺乏許多第三廠商大作，依然稱讚任天堂Switch的第一廠商以及Indie遊戲陣容，但硬體耐用度以及網路服務依然受到批評，並給出比之前高的8.3分。
Gamespot指出「Switch將其所有的精力都投入到了它的掌機形態中，這讓你真的可以把主機四處帶著走。」並且表示「任天堂已經為一台偉大的主機打下了紮實的基礎。 」
Engadget對任天堂Switch的看法是「任天堂又一次成功的完成了自己的創新。它與其他主機的區別非常明顯，並且做了很多玩家們肯定會喜歡的設計。但是主機的電池續航，屏幕在室外的表現，以及現在還未知的網絡能力與服務讓我非常擔心。任天堂又一次驚艷了我們，但他們還需要很長一段路去證明Switch不會是下一台Wii U。」
2017年11月，《時代雜誌》將任天堂Switch列為2017年的25款「最佳發明」之一。

### 銷售成績
| 日期                              | 日本                | 日本   | 北美                  | 北美   | 歐洲                | 歐洲   | 其他                | 其他   | 總計                     | 總計    |
| 日期                              | 硬件                | 軟件   | 硬件                  | 軟件   | 硬件                | 軟件   | 硬件                | 軟件   | 硬件                     | 軟件    |
| --------------------------------- | ------------------- | ------ | --------------------- | ------ | ------------------- | ------ | ------------------- | ------ | ------------------------ | ------- |
| 2017年3月31日                     | 60                  | 89     | 120                   | 286    | 不適用              | 不適用 | 94                  | 171    | 274                      | 546     |
| 2017年6月30日                     | 112                 | 245    | 195                   | 649    | 不適用              | 不適用 | 163                 | 466    | 470                      | 1,360   |
| 2017年9月30日                     | 195                 | 526    | 311                   | 1,225  | 不適用              | 不適用 | 256                 | 997    | 7,63                     | 2,749   |
| 2017年12月31日                    | 372                 | 982    | 594                   | 2,365  | 不適用              | 不適用 | 520                 | 1,910  | 1,486                    | 5,257   |
| 2018年3月31日                     | 438                 | 1,315  | 714                   | 3,037  | 不適用              | 不適用 | 627                 | 2,544  | 1,779                    | 6,897   |
| 2018年6月30日                     | 489                 | 1,610  | 781                   | 3,874  | 不適用              | 不適用 | 697                 | 3,209  | 1,967                    | 8,693   |
| 2018年9月30日                     | 552                 | 2,031  | 913                   | 4,997  | 不適用              | 不適用 | 820                 | 4,082  | 2,286                    | 11,110  |
| 2018年12月31日                    | 774                 | 3,033  | 1,294                 | 7,385  | 不適用              | 不適用 | 1,160               | 5,942  | 3,227                    | 16,361  |
| 2019年3月31日                     | 823                 | 3,464  | 1,401                 | 8,431  | 不適用              | 不適用 | 1,250               | 6,857  | 3,474                    | 18,725  |
| 2019年6月30日                     | 876                 | 3,905  | 1,483                 | 9,447  | 960                 | 6,246  | 369                 | 1,415  | 3,687                    | 21,013  |
| 2019年9月30日 NS/NS Lite          | 1,000 961/39        | 4,493  | 1,664 1,584/80        | 11,022 | 1,086 1,033/54      | 7,443  | 417 394/22          | 1,643  | 4,167 3,972/195          | 24,601  |
| 2019年12月31日 NS/NS Lite         | 1,242 1,106/136     | 5,734  | 2,087 1,878/209       | 13,863 | 1,388 1,260/128     | 9,401  | 532 486/46          | 2,068  | 5,248 4,730/519          | 31,065  |
| 2020年3月31日 NS/NS Lite          | 1,344 1,144/200     | 6,720  | 2,212 1,979/233       | 15,859 | 1,443 1,309/134     | 10,592 | 578 525/53          | 2,454  | 5,577 4,957/619          | 35,624  |
| 2020年6月30日 NS/NS Lite          | 1,459 1,223/236     | 7,721  | 2,441 2,050/361       | 18,007 | 1,604 1,391/213     | 12,022 | 670 598/72          | 2,916  | 6,144 5,263/882          | 40,667  |
| 2020年9月30日 NS/NS Lite          | 1,617 1,337/280     | 8,498  | 2,658 2,238/420       | 20,418 | 1,773 1,525/248     | 13,444 | 781 693/88          | 3,288  | 6,830 5,793/1,036        | 45,649  |
| 2020年12月31日 NS/NS Lite         | 1,888 1,546/342     | 9,889  | 3,117 2,540/578       | 23,812 | 2,070 1,735/336     | 15829  | 911 814/97          | 3,704  | 7,987 6,634/1,353        | 53,234  |
| 2021年3月31日 NS/NS Lite          | 2,004 1,622/381     | 11,222 | 3,327 2,686/641       | 26,100 | 2,158 1,811/347     | 17,215 | 971 870/101         | 4,174  | 8,459 6,989/1,470        | 58,712  |
| 2021年6月30日 NS/NS Lite          | 2,120 1,705/415     | 12,035 | 3,486 2,796/690       | 28,335 | 2,266 1,893/373     | 18,351 | 1,033 926/106       | 4,520  | 8,904 7,320/1,584        | 63,240  |
| 2021年9月30日 NS/NS Lite          | 2,206 1,780/426     | 12,835 | 3,631 2,901/730       | 30,613 | 2,360 1,974/386     | 19,778 | 1,089 979/110       | 4,874  | 9,287 7,634/1,653        | 68,100  |
| 2021年12月31日 NS/NS Lite/NS OLED | 2,436 1,857/472/107 | 14,320 | 4,012 3,096/774/141   | 34,564 | 2,698 2,186/421/91  | 22,301 | 1,209 1,028/119/61  | 5,456  | 10,354 8,168/1,787/399   | 76,641  |
| 2022年3月31日 NS/NS Lite/NS OLED  | 2,523 1,878/484/161 | 15,436 | 4,203 3,208/801/194   | 36,927 | 2,760 2,215/433/112 | 23,793 | 1,279 1,044/123/113 | 6,062  | 10,765 8,345/1,840/580   | 82,218  |
| 2022年6月30日 NS/NS Lite/NS OLED  | 2,595 1,901/494/200 | 16,243 | 4,330 3,257/834/240   | 38,642 | 2,870 2,268/445/158 | 24,945 | 1,313 1,052/127/134 | 6,529  | 11,108 8,477/1,899/732   | 86,359  |
| 2022年9月30日 NS/NS Lite/NS OLED  | 2,696 1,922/499/274 | 17,509 | 4,459 3,299/853/307   | 40,797 | 2,929 2,287/451/191 | 26,639 | 1,349 1,059/129/162 | 6,915  | 11,433 8,567/1,932/934   | 91,759  |
| 2022年12月31日 NS/NS Lite/NS OLED | 2,905 1,967/529/409 | 19,262 | 4,766 3,429/910/426   | 43,737 | 3,171 2,396/467/308 | 28,947 | 1,415 1,075/133/206 | 7,484  | 12,255 8,867/2,040/1,349 | 99,430  |
| 2023年3月31日 NS/NS Lite/NS OLED  | 2,959 1,973/541/445 | 20,015 | 4,900 3,475/942/482   | 45,627 | 3,258 2,426/482/350 | 30,091 | 1,444 1,084/136/225 | 7,882  | 12,562 8,958/2,102/1,502 | 103,615 |
| 2023年6月30日 NS/NS Lite/NS OLED  | 3,079 1,989/557/533 | 20,918 | 5,018 3,491/958/570   | 47,897 | 3,353 2,447/489/416 | 31,423 | 1,502 1,096/140/266 | 8,597  | 12,953 9,023/2,145/1,785 | 108,835 |
| 2023年9月30日 NS/NS Lite/NS OLED  | 3,177 2,003/571/604 | 21,752 | 5,103 3,512/980/611   | 49,839 | 3,415 2,467/496/452 | 32,788 | 1,551 1,102/145/304 | 8,943  | 13,246 9,083/2,192/1,971 | 113,323 |
| 2023年12月31日 NS/NS Lite/NS OLED | 3,334 2,026/605/703 | 23,273 | 5,383 3,622/1,046/717 | 52,477 | 3,615 2,543/521/551 | 34,861 | 1,603 1,108/148/347 | 9,399  | 13,936 9,298/2,320/2,318 | 120,010 |
| 2024年3月31日 NS/NS Lite/NS OLED  | 3,401 2,034/617/750 | 23,993 | 5,452 3,645/1,061/747 | 54,018 | 3,649 2,555/525/569 | 35,832 | 1,630 1,111/151/368 | 9,739  | 14,132 9,345/2,354/2,434 | 123,582 |
| 2024年6月30日 NS/NS Lite/NS OLED  | 3,480 2,045/630/805 | 24,676 | 5,517 3,669/1,073/775 | 55,299 | 3,689 2,569/532/589 | 36,693 | 1,656 1,113/153/390 | 9,979  | 14,342 9,397/2,387/2,558 | 126,646 |
| 2024年9月30日 NS/NS Lite/NS OLED  | 3,562 2,060/651/852 | 25,545 | 5,611 3,699/1,094/818 | 56,945 | 3,752 2,596/549/607 | 37,876 | 1,679 1,116/157/407 | 10,243 | 14,604 9,407/2,451/2,683 | 130,610 |
| 2024年12月31日 NS/NS Lite/NS OLED | 3,682 2,083/679/920 | 26,681 | 5,783 3,770/1,129/883 | 59,106 | 3,900 2,647/560/692 | 39,590 | 1,722 1,118/159/445 | 10,603 | 15,086 9,618/2,527/2,941 | 135,980 |

2017年1月，任天堂Switch于发表会后几天正式开放网络预购，不到一天各个首发国家的网络预购先后售罄。特别是日本地区在预购结束后，不少购物网站开始出现黄牛高价转卖，将原价29,980日元（不含税）的任天堂Switch炒到3.5万日元以上的价格，甚至还出现了7万日元以上的天价。任天堂社長君島達己表示，公司目前正準備提高Switch的產量，以滿足玩家們的需求。他表示Switch在3月只會於部分地區上市，庫存要到4月或更晚的時間才會穩定。他又指出目前日本玩家預購的數目，已經達到首批出貨量的80%。
產業研究機構DFC Intelligence預估任天堂Switch在2020年結束前的累計銷售量將為4,000萬台，任天堂社長君島達己則預期任天堂Switch能賣到跟Wii等同的銷售量。
任天堂Switch在日本地区首周3天的销量约为33万台，好于上一代家用主机Wii U的30.8万台的首周销量。任天堂北美没有公开新主机的首周销量数字，但称任天堂Switch在美国的首周2天的销量是任天堂家用主机在北美有史以来首周销量最高的，甚至超过了当年Wii的成绩。而任天堂欧洲也宣布任天堂Switch在欧洲的首周销量成绩超过以往任何任天堂主机在欧洲的首周销量；不过新主机在英国地区的成绩虽然是Wii U的两倍，但是并没有超过Wii当年的记录。
國外數據分析機構SuperData表示，任天堂Switch上市首周的全球銷售量已經達到了150萬台，其中美國地區約50萬台、日本地區約36萬台，佔據了銷售總量的57%，此外，有高達89%的Switch玩家購買了《薩爾達傳說 曠野之息》，排除Wii U版，銷售額已達到1.34億美元。全球最大的遊戲連鎖店GameStop的銷售副總Bob Puzon表示，他對任天堂Switch給出了極好的評價，並認為Switch很有可能會超過當年Wii的銷售紀錄。Bob Puzon說，雖然不能公布具體銷售數據，不過可以確定的是，Switch具有長期以來最好的軟體與周邊配件的銷售搭配率。華爾街日報引述消息報導，任天堂Switch原定本會計年度（4月起）產量800萬台，但市場需求火熱促使該公司將今年度產量增加1倍至1,600萬台。然而，GameStop認為任天堂即使真有增產計畫，可能也無法滿足市場旺盛的需求。據科技網站Techtimes報導，GameStop執行長Tony Bartel在法說會上表示，Switch常在補貨數小時內就被搶購一空，需求超乎想像。並且GameStop還宣稱，Switch因為太搶手，今年（2017年）一整年可能都將呈現缺貨狀態。
任天堂Switch在日本上市前4周的銷售量為50萬台，超越PS4在日本上市前4周的43.9萬台，但不敵當年Wii U上市前4周的62萬台。
自3月3日上市以來，任天堂Switch在日本市場仍供不應求，雖然都有定期出貨，但只要一進貨就會搶購一空，甚至還發生在Bic Camera排隊的人群需要抽選購買的事件。而任天堂Switch的大賣讓任天堂股票大漲，其市值也超越索尼。6月25日，任天堂Switch在日本市場銷售量達到101.6萬台，創下本世代家用主機普及速度新紀錄，但速度卻比Wii要慢。（达成日本市场銷售量百万的所用时长：Wii為6周、3DS為13周、Switch為17周、Wii U為33周、PS4為46周、PS5為43周）
截至2017年12月底，任天堂Switch的全球总銷量为1,486万台，已超越Wii U（1,356萬台）；日本市場的銷量则为340萬7,158台，也已超越Wii U（330萬台）。
2018年10月底公开的（截止至2018年9月底）任天堂财报宣布任天堂Switch主机已在全球售出2,286万台，已超越任天堂GameCube（2,174萬台），此間加入台灣與南韓市場銷售範圍內的Switch。
2019年4月底公开的（截止至2019年3月底）任天堂财报宣布任天堂Switch主机已在全球售出3,474万台，已超越任天堂64（3,293萬台）。
2019年10月底公開的（截止至2019年9月底）任天堂財報宣佈任天堂Switch主機已在全球售出4,167萬台，此間加入任天堂Switch Lite掌機的全球銷量（195萬台）。
2020年1月底公開的（截止至2019年12月底）任天堂財報宣佈任天堂Switch主機已在全球售出5,248萬台，已超越超級任天堂（4,910萬台）。
2020年11月5日公開的（截止至2020年9月底）任天堂財報宣佈任天堂Switch主機已在全球售出6,830萬台，已超越紅白機（6,191萬台）。
2021年1月11日，腾讯宣布中国大陆版任天堂Switch出货量达到100万台。
2021年2月1日公開的（截止至2020年12月底）任天堂財報宣佈任天堂Switch主機已在全球售出7,987萬台，已超越任天堂3DS（7,594萬台）。
2021年5月6日公開的（截止至2021年3月底）任天堂財報宣佈任天堂Switch主機已在全球售出8,459萬台，已超越Game Boy Advance（8,151萬台）。
2022年2月3日公開的（截止至2021年12月底）任天堂財報宣佈任天堂Switch主機已在全球售出1億354萬台，已超越Wii（1億163萬台）成為任天堂銷量最高的家用主機。此間加入任天堂Switch OLED款式的全球銷量（399萬台）。
2023年2月7日公開的（截止至2022年12月底）任天堂財報宣佈任天堂Switch主機已在全球售出1億2,255萬台，已超越Game Boy（含Game Boy Color共1億1,869萬台）成為全球第三暢銷的電子遊戲機（僅次於PlayStation 2和任天堂DS）。
2025年8月4日公開的（截止至2025年6月底）任天堂財報宣佈任天堂Switch主機已在全球售出1億5,310萬台，遊戲軟件14億1,563萬份。

## 事件

### 正式發表會前

#### 造假主機惡搞
網路名人Etika在他2016年11月14日的Youtube直播中，在酒醉的情況下拿出任天堂Switch主機，並能像首次預告片中一樣將Joy-Con控制器從主機兩側取出装入握把內，之後又在推特上發布手拿Switch主機以及主機座的照片（但不久後被移除），因此讓許多觀眾以為Etika已在正式發售前四個月擁有該主機。其他電玩媒體经过討論解析后，發現Etika的Joy-Con控制器上的字體跟官方發布照上的字體不同。Etika最後在2016年11月17日發布一段自制任天堂Switch廣告影片，並附上網友Frank Sandqvist用3D列印技術幫他“造假”的影片連結，確定该主機為仿製品。

### 正式發售前

#### 任哥吉拉
任天堂於2017年1月23日正式上線官方線上購物平台「My Nintendo Store」，玩家們可透過此網站來預購任天堂Switch以及其遊戲，但在上線當日，My Nintendo Store網站卻呈現當機狀態，並且出現一隻恐龍即將襲擊城市的圖案，日本網民稱之為「任哥斯拉」（日语：ニンゴジラ）。不少網友因此修圖自娛，而此事件也上了日本新聞。

#### 主機提前洩漏
2017年2月17日，NeoGAF論壇的一位用戶hiphoptherobot在他的YouTube頻道上傳了任天堂Switch的提前開箱與系統畫面影片，吸引不少網友觀看。事發兩天後，任天堂宣布提前洩漏的Switch主機目前已經回收，並表示該主機是被美國一位經銷商員工偷出來的，隨後該主機又經過了非法交易，目前偷竊的員工已經被找到並且已被經銷商解僱，他將受到法律制裁。

#### Joy-Con失去與主機本體連接
2017年2月23日，任天堂Switch向美國媒體開放體驗，但Polygon編輯表示，在使用TV模式遊玩《塞尔达传说 旷野之息》時，他手中的左Joy-Con手柄有幾次突然斷開了連接，讓可憐的林克因操縱問題死亡多次。他表示很多人都是將Joy-Con手柄插到Joy-Con Grip上後出現斷線問題，並且该問題不只出現一次，包括IGN、Kotaku等其他電玩媒體也碰到过此問題。Youtube頻道GameXplain經測試後發現，问题根源並非Joy-Con斷線，而是Joy-Con訊號受到遮蓋，因某些原因，控制器的訊號似乎無法穿過人體，且左右Joy-Con都有此問題。

### 正式发售后

#### Joy-Con感應不良問題
Nintendo Switch主機上市之後，陸續傳出玩家反應左手的Joy-Con控制器感應不良，有一定機率與主機配對產生錯誤。在3月3日當天發售並推出主機系統更新後，此問題仍有出現。根據海外媒體Polygon向北美任天堂客服中心詢問，官方證實的確有發生上述的錯誤，今後生產的Joy-Con控制器將修正這個問題。根據任天堂的說法，這個錯誤來自於硬體面，並非程式面的問題，無法透過線上更新除錯。同時，配對錯誤並非Joy-Con控制器設計層面上的問題，是因分裝工廠的離散，以致發生少數組裝上的錯誤，目前並無進行大規模的修理和換貨計畫。另外，根據北美任天堂的回覆，如果發生Joy-Con控制器配對錯誤的玩家，將可連絡北美任天堂客服中心判斷是否需要送修，任天堂將會免費調整，在一周內將控制器送回玩家手中。
任天堂在官網上也公布一項清單，提醒玩家在「這些地方」不適宜使用Joy-Con控制器的無線功能，例如：電視後方、魚缸／水族箱附近、在金屬物的中間或底部等等。直至3月22日，北美任天堂客服表示會對感應不良的Joy-Con控制器免費提供修復，並表示工廠已經解決了生產線上的問題，以後生產的Joy-Con控制器將不會有訊號干擾問題。CNET編輯Sean Hollister發現，經過拆解，送修的Joy-Con控制器在送回後，控制器的右下角增設了方塊海綿，修正後的Joy-Con控制器確認可正常與主機配對。而從Amazon新購入的Joy-Con拆解後並無看到增設的泡棉，但內部製造編號從「Q-1 16402」變更為「0-4 16342」，根據推測製造流程已經變更，目前新一批的Joy-Con不會發生配對錯誤的問題。

#### 卡带塗料
在产品发售后，有多家媒体发布了“试吃”（舔尝）Switch游戏卡带的文章或视频，因为他们发现该卡带嚐起來有着“十分可怕”的味道。媒体人向任天堂咨询后得到答案，任天堂在Switch卡带表面使用了一种名为苯甲地那铵的化学物质，这种物质非常苦，但对人体无害，因此常被作为厌恶剂，防止小巧的卡带被嬰幼兒误食。

#### 產能不足
任天堂在2017年6月22日對主機缺貨公開致歉，並且表示現在每週都會持續生產出貨，盡可能提供主機給欲購買的玩家。包含將在7月、8月出貨的「Nintendo Switch Splatoon 2同捆組」在內，未來會增加出貨量。並預告在秋季之後將會進一步強化生產線。

#### Gamevice法律糾紛
專門推出遊戲配件的廠商Gamevice的公司認為任天堂新主機“任天堂Switch”的控制器概念與他們的Wikipad产品太过相似，兩者都擁有將控制器滑入裝置兩旁的設計，Gamevice正透過法庭申請向任天堂提出Switch的禁售令和申索損失。但法院在2017年10月宣佈Gamevice的上訴無效。

#### Joy-Con 搖桿飄移
2019年中陸續有許多電玩媒體報導許多玩家發現許多使用已久的Joy-con，搖桿會有在沒有使用的情況下，輸入內容會長期卡在特定的方向，也就是所謂的「飄移」現象，任天堂之後表示提供Joy-Con控制器免費更換搖桿，但至今依然未正式承認搖桿飄移的存在。
英國消保單位Which?称，Joy-Con內部的電路板和搖桿底部的交接處，在開封使用後的幾個月內，就很容易產生磨損，該單位認為上述問題都是基本的設計缺陷。

## 备注
1. ↑  由於Nintendo Switch的生命週期位於第八世代末期至第九世代，因此部分媒體將Nintendo Switch視為橫跨第八世代及第九世代的遊戲機[2]。

## 外部連結
- 官方网站：日本、北美、香港、南韓、臺灣、中国大陆
- My Nintendo Store （页面存档备份，存于）
- YouTube上的任天堂Switch播放列表